# Ha*Ash
Ha*Ash – amerykański zespół wykonujący muzykę z pogranicza latin pop-country, powstał w 2002 roku w Lake Charles w stanie Luizjana. 
Jego skład tworzy dwa siostry Pérez: Ashley Grace (ur. 27 stycznia 1987) i Hanna Nicole (ur. 25 czerwca 1985).  

## Muzycy
- Ashley Grace Pérez Mosa – wokal, instrumenty klawiszowe, pianino, melodyka[1]
- Hanna Nicole Pérez Mosa – wokal, instrumenty klawiszowe, gitara basowa, pianino, gitara elektryczna[2]

## Dyskografia

### Albumy studyjne
| Rok  | Albums           | Najwyższe pozycje na listach | Najwyższe pozycje na listach | Certyfikat                      |
| Rok  | Albums           | USA                          | MEX                          | Certyfikat                      |
| ---- | ---------------- | ---------------------------- | ---------------------------- | ------------------------------- |
| 2003 | Ha*Ash           | 19                           | --                           | MEX: 3× Złoto MEX: 2x Platyna   |
| 2003 | Ha*Ash           | 19                           | --                           | MEX: Platyna                    |
| 2005 | Mundos Opuestos  | -                            | 8                            | MEX: Złoto MEX: Platyna         |
| 2008 | Habitación Doble | 14                           | 6                            | MEX: Złoto                      |
| 2011 | A Tiempo         | -                            | 4                            | MEX: Złoto + Platyna PER: Złoto |
| 2011 | A Tiempo         | -                            | 4                            | MEX: 2x Platyna                 |
| 2017 | 30 de Febrero    | 11                           | 3                            | MEX: Złoto MEX: Platyna         |

### Live Albumy
| Rok  | Albums                              | Najwyższe pozycje na listach | Najwyższe pozycje na listach | Najwyższe pozycje na listach | Certyfikat |
| Rok  | Albums                              | USA                          | MEX                          | ESP                          | Certyfikat |
| ---- | ----------------------------------- | ---------------------------- | ---------------------------- | ---------------------------- | --- |
| 2014 | Primera fila: Hecho Realidad (Live) | 16                           | 1                            | 52                           | MEX: 4x Platyna + Złoto USA: Platyna CHI: Złoto ARG: Złoto PER: 2x Platyna COL: Platyna KOS: Platyna GUA: Platyna HON: Platyna NIC: Platyna DOM: Platyna PAN: Platyna |

### Singles
| Rok                                    | Singiel                     | Najwyższe pozycje na listach | Najwyższe pozycje na listach | Najwyższe pozycje na listach | Najwyższe pozycje na listach | Najwyższe pozycje na listach | Certyfikat                                      | Album                       |
| Rok                                    | Singiel                     | USA                          | USA                          | USA                          | MEX                          | MEX                          | Certyfikat                                      | Album                       |
| Rok                                    | Singiel                     | Hot 100                      | Latin Pop                    | Latin Airplay                | Español Airplay              | Airplay                      | Certyfikat                                      | Album                       |
| -------------------------------------- | --------------------------- | ---------------------------- | ---------------------------- | ---------------------------- | ---------------------------- | ---------------------------- | ----------------------------------------------- | --------------------------- |
| 2003                                   | «Odio amarte»               | —                            | —                            | —                            | --                           | --                           |                                                 | Ha*Ash                      |
| 2003                                   | «Estés donde estés»         | 14                           | 9                            | 14                           | --                           | --                           |                                                 | Ha*Ash                      |
| 2004                                   | «Te quedaste»               | 28                           | 17                           | 28                           | --                           | --                           |                                                 | Ha*Ash                      |
| 2005                                   | «Amor a medias»             | —                            | —                            | —                            | --                           | --                           | MEX: Platyna                                    | Mundos Opuestos             |
| 2005                                   | «Me entrego a ti»           | —                            | 15                           | —                            | --                           | --                           |                                                 | Mundos Opuestos             |
| 2006                                   | «¿Qué hago yo?»             | —                            | 13                           | —                            | --                           | --                           |                                                 | Mundos Opuestos             |
| 2006                                   | «Tu mirada en mi»           | —                            | 24                           | —                            | --                           | --                           |                                                 | Mundos Opuestos             |
| 2008                                   | «No te quiero nada»         | 14                           | 6                            | 14                           | --                           | --                           |                                                 | Habitación Doble            |
| 2008                                   | «Lo que yo sé de ti»        | —                            | —                            | —                            | --                           | --                           |                                                 | Habitación Doble            |
| 2008                                   | «Tú y yo volvemos al amor»  | —                            | —                            | —                            | --                           | --                           |                                                 | Habitación Doble            |
| 2011                                   | «Impermeable»               | —                            | —                            | —                            | 1                            | —                            | MEX: Złoto                                      | A Tiempo                    |
| 2011                                   | «Te dejo en libertad»       | —                            | 29                           | —                            | 1                            | 1                            | MEX: Złoto + Platyna                            | A Tiempo                    |
| 2012                                   | «Todo no fue suficiente»    | —                            | —                            | —                            | 2                            | 11                           |                                                 | A Tiempo                    |
| 2012                                   | «De dónde sacas eso»        | —                            | —                            | —                            | 4                            | 9                            | MEX: Złoto                                      | A Tiempo                    |
| 2014                                   | «Perdón, perdón»            | 36                           | 17                           | 35                           | 1                            | 2                            | MEX: 3x Platyna                                 | Primera Fila Hecho Realidad |
| 2015                                   | «Lo aprendí de ti»          | 32                           | 19                           | 48                           | 1                            | 7                            | MEX: 2x Platyna                                 | Primera Fila Hecho Realidad |
| 2015                                   | «Ex de verdad»              | —                            | —                            | —                            | 33                           | —                            |                                                 | Primera Fila Hecho Realidad |
| 2015                                   | «No te quiero nada ft Axel» | —                            | —                            | —                            | —                            | —                            | MEX: Złoto                                      | Primera Fila Hecho Realidad |
| 2015                                   | «Dos copas de más»          | —                            | —                            | 49                           | 3                            | 16                           | MEX: Złoto                                      | Primera Fila Hecho Realidad |
| 2016                                   | «Sé que te vas»             | —                            | —                            | —                            | 28                           | —                            | MEX: Złoto                                      | Primera Fila Hecho Realidad |
| 2017                                   | «100 Años ft Prince Royce»  | 54                           | 24                           | 50                           | 1                            | 3                            | MEX: Złoto + Platyna USA: Złoto PER: 2x Platyna | 30 de Febrero               |
| 2018                                   | «No pasa nada»              | —                            | —                            | —                            | 4                            | 13                           | MEX: Złoto MEX: Platyna                         | 30 de Febrero               |
| 2018                                   | «Eso no va a suceder»       | —                            | 34                           | —                            | 1                            | 6                            | MEX: Złoto                                      | 30 de Febrero               |
| 2019                                   | «¿Qué me faltó?»            | --                           | --                           | --                           | --                           | --                           |                                                 | 30 de Febrero               |
| "–" Album nie zajął miejsc na listach. |                             |                              |                              |                              |                              |                              |                                                 |                             |

## Filmografia
| Rok  | Tytuł               | Rola          | Rola          | Dodatkowe informacje | ref    |
| ---- | ------------------- | ------------- | ------------- | -------------------- | ------ |
| 2009 | Igor                | Hanna: Mela   | Ashley: Heidi | dubbing              | [ 30 ] |
| 2016 | Sing: ¡Ven y canta! | Hanna: Rosita | Ashley: Ash   | dubbing              | [ 31 ] |